# Valse chaloupée
Pour les autres formes de valse, voir Valse.

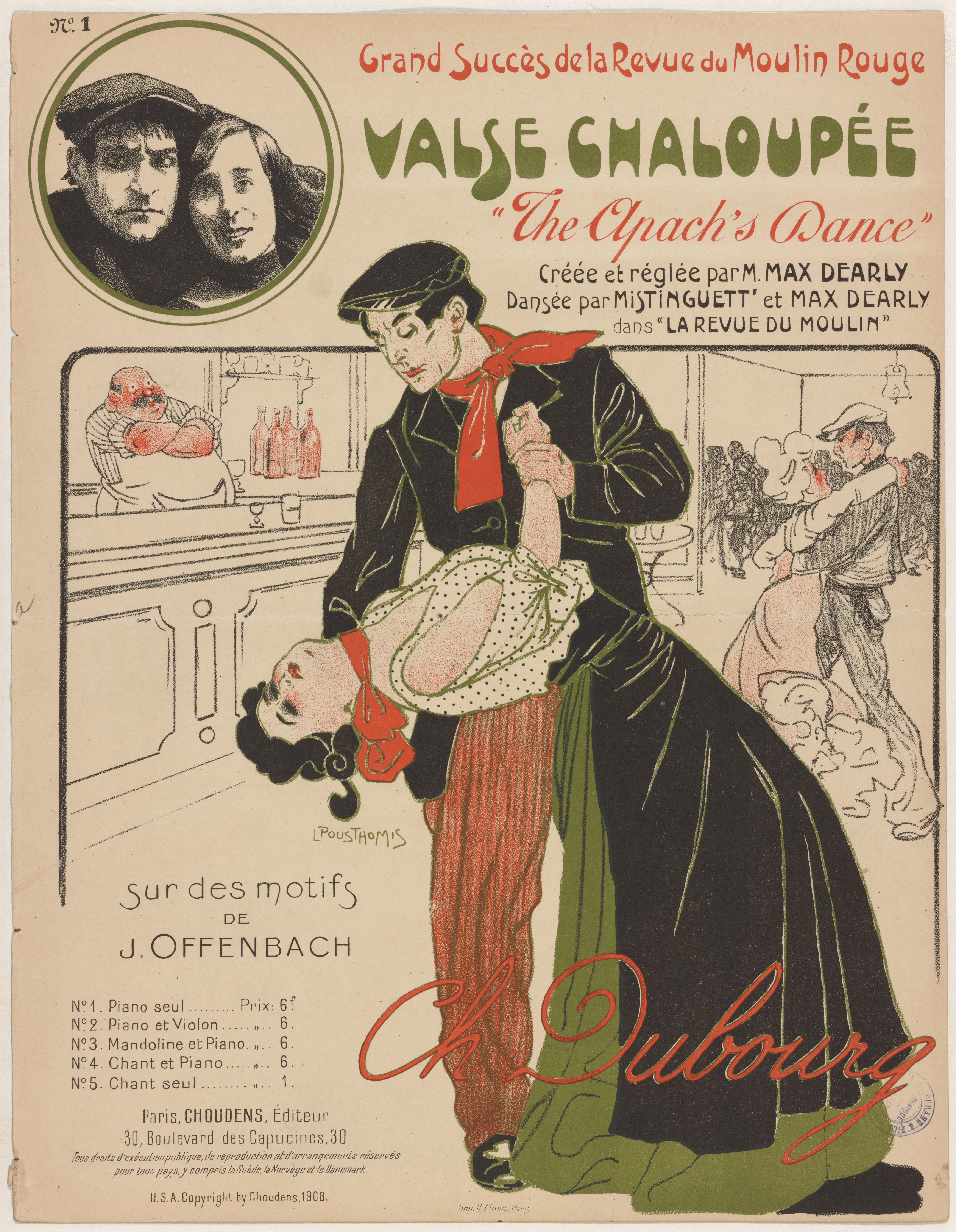
Affiche de la revue du Moulin Rouge : Valse Chaloupée: The Apach's Dance. Les visages de Max Dearly et Mistinguett sont illustrés en haut à gauche.

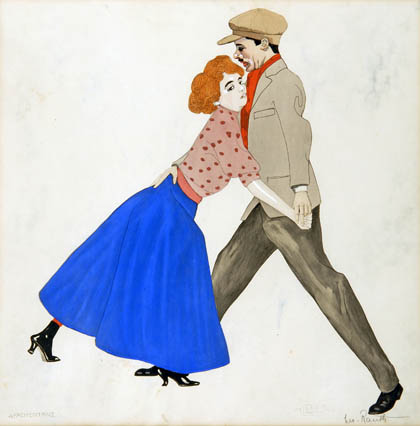
Apachentanz de Leo Rauth (1911)

La valse chaloupée, aussi appelée simplement la chaloupée ou danse apache (notamment en anglais), est une danse qui devient très populaire à Paris en 1908 et reste dansée régulièrement jusque dans les années 1960.

## Historique
La création de cette danse est généralement attribuée au comédien Max Dearly et à Maurice Mouvet,, mais la chanteuse et actrice Mistinguett dit dans son autobiographie l'avoir inventée la première, une assertion soutenue par l'écrivain Richard Powers. Mistinguett crée plusieurs variations du cake-walk très populaire de l'époque, dont le cake-walk parisien et le cake-walk des Barrières en 1903. Le cake-walk des Barrières est ensuite appelé la valse chaloupée et plus tard la danse du pavé, danse apache et valse apache. La danse apache pourrait également avoir des racines dans la java.
La valse chaloupée fait sensation en 1908 grâce aux représentations de Max Dearly et de Mistinguett dans le spectacle humoristique de danse « La Valse chaloupée » au Moulin Rouge à Paris. Dans ce spectacle, la danse est dansée sur un motif tiré de la Valse des Rayons du ballet Le Papillon de Jacques Offenbach. Plus tard, la chanteuse Damia remplace Mistinguett pour accompagner Dearly à une représentation du spectacle au théâtre Savoy à Londres, car Mistinguett est jugée trop indécente pour être acceptée sur les scènes de la capitale britannique.
Le danseur Joseph Smith dit avoir introduit cette danse en Amérique.

## Description
La danse représente une dispute de couple, souvent entre un voyou Apache et une prostituée. L'homme donne l'impression de frapper et de battre la femme, parfois jusqu'à la rendre inconsciente, et parfois la femme se bat en retour. La danse est violente, sportive et spectaculaire. Finalement, le couple effectue une valse rythmée,.
Contrairement aux apparences, la danse a été créée par une femme comme assertion d'indépendance et d'autonomisation des femmes,.
Un article de 1903 du Parisien qui Chante décrit le Cake-walk parisien de Mistinguett comme « vulgaire et fascinant à la fois »,.
Irene Castle décrit la danse Apache comme étant une danse « dans laquelle le danseur essaie de détruire la danseuse, aussi spectaculairement que possible, et en général l'accomplit »,.

## Dans l'art

### En musique
- La valse chaloupée de Paul Dalbret[11].
- valse chaloupée de Émile Prud'homme Et Son Orchestre[12].
- La valse chaloupée "The Apach's Dance" - Java de Yvette Horner[13].

### En spectacle
- La chaloupée, un ballet de Roland Petit présenté pour la première fois en 1961[14].

### En images
- Un estampe de Sem (1913)[15]
- L'Empreinte ou la Main rouge, court métrage de Paul-Henry Burguet (1908)[16]